# Jean Black
Jean Black (Kinshasa, 10 maart 1989) is een Nederlands voetballer die als aanvaller speelt. Black is geboren in Zaïre, maar zijn ouders zijn Angolees. Hij is ook opgegroeid in Angola voordat hij met zijn ouders naar Europa vertrok. Zijn Congolese nationaliteit is vervallen. Hij heeft zowel de Nederlandse en Angolese nationaliteit.

## Jeugd
Blacks familie ging toen hij zeven was van Zaïre naar Angola. Toen in Angola een burgeroorlog uitbrak ging het gezin naar Europa. Via een reis dwars door Afrika werd via Marokko met de boot overgestoken. Het gezin kwam in Kiev en kreeg een visum in Oekraïne. Hierna werd hij door een oom meegenomen naar München waar hij drie jaar woonde. Toen zijn oom problemen kreeg kwam hij op z'n negende met de trein alleen naar Nederland waar hij in een pleeggezin in Budel terechtkwam. Hij kon niet duidelijk maken wie zijn familie was en wist alleen dat zijn oom in München moest wonen.
Hij begon met voetballen bij FC ODA in Weert. Daarna kwam hij in een opvang voor Alleenstaande Minderjarige Asielzoekers (AMA's) in Deurne waar hij bij ZSV ging spelen. Daar viel hij op bij een scout van FC Eindhoven en hij werd in de jeugdopleiding opgenomen. Hij werd gesteund door familie van teamgenoten, met name die van Serhat Koç. De vader van een teamgenoot kwam erachter dat hij als vermist opgegeven was in Duitsland en hij vond eerst z'n oom en via hem z'n moeder terug die ondertussen hertrouwd was en in Londen woonde met twee halfzussen van hem. Zijn vader was teruggekeerd naar Afrika.

## Carrière
Hij debuteerde op 29 september 2006 op zeventienjarige leeftijd in de met 1-2 verloren thuiswedstrijd tegen De Graafschap in het eerste elftal van FC Eindhoven. Black is een rechtsbuiten. Vanaf het seizoen 2008/09 speelde hij voor Jong N.E.C..
Op 15 mei 2009 werd Jean Black voor de eerste keer opgeroepen voor de selectie van Angola voor spelers onder 20 jaar tegen Zuid-Afrika. Na één seizoen bij Jong N.E.C. wordt zijn aflopende verbintenis niet verlengd en keerde hij terug bij FC Eindhoven.
Na één seizoen verliet hij Eindhoven en tekende hij bij FC Oss. Met Oss werd hij kampioen in de Zondag Topklasse en promoveerde terug naar de Eerste divisie. In oktober 2011 liet hij zijn contract ontbinden om zich op z'n studie bedrijfsadministratie te richtten.
In februari werd bekendgemaakt dat Black weer zou terugkeren op de Nederlandse voetbalvelden. De spits tekende een eenjarig contract bij De Treffers uit Groesbeek. In juli 2013 maakte hij de overstap naar KV Turnhout in België. Van februari 2014 tot het einde van het kalenderjaar speelde Black bij Krabi FC dat uitkwam op het tweede niveau in Thailand. In februari 2015 ging hij in Angola voor CD Huíla spelen. Eind juli 2015 tekende Black bij RWDM 47. In januari 2016 keerde hij terug bij De Treffers. In de zomer van 2016 ging Black naar EVV maar wisselde op 31 augustus al voor KFC Esperanza Neerpelt. Vanaf medio 2020 speelt Black voor Achel VV. In 2022 ging hij naar SV Herkol.
| Seizoen | Club               | Wedstrijden | Doelpunten | Competitie              |
| ------- | ------------------ | ----------- | ---------- | ----------------------- |
| 2006/07 | FC Eindhoven       | 3           | 0          | Eerste divisie          |
| 2007/08 | FC Eindhoven       | 0           | 0          | Eerste divisie          |
| 2008/09 | Jong N.E.C.        |             |            | Beloften Eredivisie     |
| 2009/10 | FC Eindhoven       | 6           | 1          | Eerste divisie          |
| 2010/11 | FC Oss             | 30          | 13         | Zondag Topklasse        |
| 2011/12 | FC Oss             | 6           | 0          | Eerste divisie          |
| 2012/13 | De Treffers        | 20          | 13         | Zondag Topklasse        |
| 2013/14 | KV Turnhout        | 21          | 1          | Derde klasse            |
| 2014    | Krabi FC           |             |            | Thai Division 1 League  |
| 2014/15 | CD Huíla           |             |            | Girabola                |
| 2015/16 | RWDM 47            |             |            | Vierde klasse           |
| 2015/16 | De Treffers        | 11          | 2          | Zondag Topklasse        |
| 2016/17 | EVV                |             |            | Derde divisie zondag    |
| 2016/17 | Esperanza Neerpelt |             |            | Derde klasse amateurs B |
| Totaal  | Totaal             | 97          | 30         |                         |

## Predikant
Black was tevens actief als predikant bij de Christelijke Afrikaanse kerk in Eindhoven en predikt in het Nederlands, Frans en Lingala.